# Claus Møller Jakobsen
Claus Møller Jakobsen (* 24. September 1976 in Ringkøbing, Dänemark) ist ein ehemaliger dänischer Handballspieler. Er lief für die dänische Männer-Handballnationalmannschaft auf.

## Karriere
Claus Møller Jakobsen erhielt seinen ersten Profivertrag 1997 bei Skjern Håndbold, wo er 1999 die dänische Meisterschaft und den dänischen Pokal gewann. 2000 heuerte er im Ausland bei BM Altea in der spanischen Liga ASOBAL an. Hier blieb der Rückraumspieler bis auf den Einzug ins Finale des EHF-Cups 2004 weitestgehend erfolglos, so dass er 2004 zum Spitzenclub BM Ciudad Real wechselte. Mit den Kastiliern gewann er 2005 und 2006 die Copa ASOBAL, 2005 den spanischen Supercup sowie 2006 die EHF Champions League und die Vereins-EM. Als sein Verein 2006 den Slowenen Uroš Zorman verpflichtete, sah Møller Jakobsen bei seinem Club keine allzu große Perspektive mehr und ging zum Ligakonkurrenten Ademar León. Gleich in der ersten Saison zog er mit seinem Team ins Finale des Europapokals der Pokalsieger ein, unterlag dort aber gegen den deutschen HSV Hamburg. 2008 unterschrieb er einen Vertrag beim Ligakonkurrenten SDC San Antonio, wo Jakobsen als Nachfolger von Ivano Balić vorgesehen war. Ein Jahr später kehrte er zu Skjern Håndbold zurück. Dort beendete er 2014 seine Karriere. In der ersten Saisonhälfte 2016/17 half Møller Jakobsen nochmals beim dänischen Zweitligisten TMS Ringsted aus.
Claus Møller Jakobsen bestritt 121 Länderspiele für die dänische Männer-Handballnationalmannschaft. Bei den Europameisterschaften 2002, 2004 und 2006 gewann er Bronze, genauso wie bei der Weltmeisterschaft 2007 in Deutschland.
Møller Jakobsen ist seit dem Jahr 2014 bei Handballübertragungen als TV-Experte beim dänischen Fernsehsender TV 2 tätig.